# Cherisy
Cherisy – miejscowość i gmina we Francji, w Regionie Centralnym, w departamencie Eure-et-Loir.
Według danych na rok 1990 gminę zamieszkiwało 1741 osób, a gęstość zaludnienia wynosiła 141 osób/km² (wśród 1842 gmin Regionu Centralnego Cherisy plasuje się na 228. miejscu pod względem liczby ludności, natomiast pod względem powierzchni na miejscu 1025.).